# Shuhari

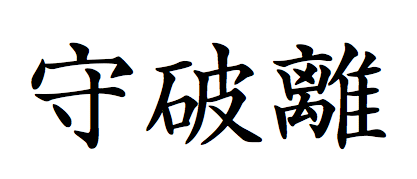
Shuhari geschreven in het kanji

Shuhari is een leerstijl die oorspronkelijk uit de Japanse vechtkunst komt maar ook op andere vaardigheden toegepast kan worden. Om een vaardigheid te leren zal men eerst de regels moeten volgen, daarna de regels loslaten en vervolgens eigen regels moeten maken.
Shuhari bestaat uit drie stappen:
- Shu 守 beschermen: Het leren en (nauwgezet) volgen van alle regels, technieken of heuristieken.
- Ha 破 loslaten: Het loslaten van deze regels.
- Ri 離 verlaten: Het overstijgen van de regels. De vaardigheid is een natuurlijk onderdeel geworden van de leerling (transcendentie).

Het idee van Shuhari wordt ook buiten de vechtsport gehanteerd. In de techniek, meditatie of in het leren van sociale vaardigheden. Een bijzonder voorbeeld is van de Japanse filosoof Sen no Rikyu die aan zijn studenten de rituelen van de Japanse theeceremonie leerde. Hij zei Vergeet de lessen nooit, ook niet wanneer je je vrij voelt om je eigen weg te gaan.
Praktisch gezien komt het op het volgende neer. Een leerling zal in eerste instantie de regels moeten leren. Wanneer een techniek of vakgebied nieuw is voor de leerling zal deze vooral op zoek zijn naar houvast in duidelijke regels en handvaten om zich in de praktijk te redden. Wanneer deze persoon ervarener is zal deze de regels meer loslaten en er vanuit de eigen ervaringen een eigen invulling aan geven. Na ruime ervaring en het durven loslaten kan iemand pas het stadium van overstijging bereiken. Deze persoon kan een visie uitdragen en mensen in de nieuwe visie meenemen. Bijvoorbeeld door een variant op de bestaande theorie te ontwikkelen.